# Honda Accord
Honda Accord là tên một dòng xe ô tô 5 chỗ, thường 4 cửa. Cùng với Toyota Camry, Honda Accord được coi là dòng sedan dân dụng tốt nhất, về cả giá cả, độ bền, tính năng, lẫn độ tin cậy. Mỗi một năm, dòng xe lại cho ra một đời mới, và được đặt tên theo năm tiếp sau năm phát hành. Mỗi một thế hệ của dòng, lại có vài mẫu xe như là LE, LX, và EX (chủ yếu khác nhau về tính năng và phụ kiện). Về động cơ, có hai mẫu đó là V4 và V6. 

## Tổng quan
Từ khi ra mắt, Honda đã cung cấp nhiều kiểu dáng thân xe và phiên bản khác nhau của dòng Accord, và thường thì các xe được bán dưới tên Accord ở các khu vực khác nhau trên thế giới lại có sự khác biệt đáng kể. Accord lần đầu tiên ra mắt vào năm 1976 dưới dạng một chiếc hatchback cỡ nhỏ, tuy nhiên kiểu dáng này chỉ tồn tại đến năm 1989, khi dòng sản phẩm được mở rộng để bao gồm cả sedan, coupe và wagon. Đến thế hệ thứ sáu vào cuối những năm 1990, Accord đã phát triển thành một mẫu xe hạng trung, với một nền tảng cơ bản nhưng có các thiết kế thân xe và tỷ lệ khác nhau nhằm tăng khả năng cạnh tranh ở từng thị trường quốc tế khác nhau. Với thế hệ thứ tám dành cho thị trường Bắc Mỹ ra mắt năm 2007, Honda một lần nữa nâng tầm Accord, tăng kích thước và đưa nó vào phân khúc cao cấp hơn. Điều này khiến phiên bản sedan của Accord vượt ngưỡng trên mà Cơ quan Bảo vệ Môi trường Hoa Kỳ (EPA) định nghĩa cho xe hạng trung, và đạt đến mức thấp nhất của phân khúc xe hạng lớn (full-size), trong khi đó, bản coupe vẫn được xếp loại là xe hạng trung. Năm 2012, phiên bản sedan của Accord thế hệ thứ chín, với kích thước bên ngoài nhỏ hơn, được xếp lại vào phân khúc xe hạng trung với không gian nội thất là 119 foot khối (3,4 m³), chỉ thiếu một chút để đạt chuẩn “Xe hạng lớn”. Tuy nhiên, đến thế hệ thứ mười, với kích thước bên ngoài tương tự, Accord sedan lại được xếp trở lại là xe hạng lớn nhờ tổng không gian nội thất đạt 123 foot khối (3,5 m³); bản coupe đã bị ngừng sản xuất vào năm 2017.
Vào năm 1982, Accord trở thành chiếc xe đầu tiên của một hãng sản xuất Nhật Bản được sản xuất tại Hoa Kỳ, khi dây chuyền lắp ráp bắt đầu hoạt động tại nhà máy Marysville Auto Plant của Honda ở Marysville, Ohio. Accord đã đạt được thành công đáng kể, đặc biệt là tại Hoa Kỳ, nơi nó trở thành chiếc xe Nhật bán chạy nhất suốt 16 năm liền (1982–1997), đứng đầu phân khúc về doanh số vào các năm 1991 và 2001, với khoảng 10 triệu chiếc được bán ra. Nhiều bài đánh giá xe, cả trong quá khứ lẫn hiện tại, đều xếp Accord vào nhóm những chiếc xe đáng tin cậy nhất thế giới. Accord cũng giữ kỷ lục góp mặt 38 lần trong danh sách “10 xe tốt nhất” (10Best) của tạp chí Car and Driver.
Vào năm 1989, Accord trở thành chiếc xe đầu tiên mang thương hiệu nhập khẩu đạt vị trí xe bán chạy nhất tại Hoa Kỳ. Tính đến năm 2020, đã có hơn 18 triệu chiếc Accord được bán ra. Đến năm 2023, Honda thông báo sẽ chuyển dây chuyền sản xuất Accord sang nhà máy ở Greensburg, bang Indiana, để nhường chỗ cho việc sản xuất xe điện tại nhà máy Marysville, Ohio.

## Xuất phát điểm
Sau khi khẳng định vị thế là nhà sản xuất xe máy hàng đầu trong thập niên 1950, Honda bắt đầu sản xuất ô tô vào năm 1963. Honda giới thiệu mẫu xe mini N360, tuân thủ theo quy chuẩn xe Kei dành cho thị trường Nhật Bản, cho năm mẫu 1967. Chiếc xe này sử dụng bố cục động cơ đặt ngang phía trước, dẫn động cầu trước, một thiết kế sau đó được áp dụng cho các mẫu N600 (1969), H1300 (1970) và Civic (1972). Nằm trong phân khúc giữa xe mini và sedan cỡ nhỏ, Civic mang đến sự kết hợp giữa tính tiết kiệm và tính thực tiễn nhờ thiết kế tối ưu không gian, điều đã nhanh chóng thu hút sự chú ý. Civic đã giúp Honda đạt được thành công đầu tiên trên thị trường khi cạnh tranh với các nhà sản xuất xe compact tiêu chuẩn, phân khúc đang tăng trưởng mạnh khi doanh số xe mini bắt đầu chững lại và giảm sút vào đầu những năm 1970 và cũng là dấu ấn lớn đầu tiên của Honda trên thị trường xuất khẩu. Công nghệ động cơ CVCC của Honda, được phát triển từ năm 1970, đã được tích hợp vào Civic vào tháng 12 năm 1973. Công nghệ này có lợi thế là không cần bộ xúc tác (catalytic converter) hay xăng không chì để đáp ứng các yêu cầu về khí thải của những năm 1970 và đầu những năm 1980.
Sau khi Civic ra mắt và được đón nhận nồng nhiệt, Honda bắt đầu phát triển một mẫu xe cao cấp hơn. Ý tưởng ban đầu của Honda cho một chiếc xe lớn hơn, yên tĩnh hơn, mạnh mẽ và thoải mái hơn là một chiếc sedan bốn cửa sử dụng động cơ 6 xi-lanh thẳng hàng dung tích 2000 cc, với tên mã là Dự án 653. Theo một số thông tin ban đầu bị hiểu sai, Dự án 653 được cho là nhằm tạo ra một đối thủ trang bị động cơ V6 để cạnh tranh với Ford Mustang, tuy nhiên điều này sau đó đã bị bác bỏ vì là sự hiểu nhầm về ý tưởng thiết kế. Để kiểm soát chi phí phát triển, tận dụng công nghệ từ Civic và điều chỉnh dây chuyền sản xuất cho mẫu xe mới, Honda đã thay đổi hướng đi, thay vì phát triển hoàn toàn mới, họ quyết định mở rộng công thức thành công của Civic thành một phiên bản lớn hơn. Với mục tiêu mới này, dự án được đổi tên thành Dự án 671. Thiết kế ngoại thất của mẫu xe mới được hoàn thiện vào mùa thu năm 1973, theo tạp chí Motor Trend số tháng 12 năm 1975, cho thấy rằng công việc trong Dự án 671 đã được tiến hành từ vài tháng trước đó. Tuy nhiên, một số nguồn khác lại cho rằng phần kỹ thuật cơ khí của dự án chỉ thực sự bắt đầu vào năm 1974. Trước khi mẫu xe mới được đưa vào sản xuất, Honda đã thực hiện nhiều cải tiến kỹ thuật: làm cho động cơ CVCC vận hành êm hơn và phù hợp với tốc độ hành trình cao hơn, tinh chỉnh hệ thống treo để cải thiện độ êm ái và khả năng xử lý, phát triển hệ thống trợ lực lái phù hợp với xe cỡ nhỏ nhẹ, và tăng cường khả năng cách âm cho khung xe và thân xe. Quá trình thử nghiệm trước sản xuất cũng được thực hiện trong nhiều điều kiện khác nhau nhằm đảm bảo mẫu Accord có thể hoạt động tốt trong đa dạng môi trường lái xe.
Đối với mẫu xe mới, Honda chọn cái tên "Accord", thể hiện "mong muốn của Honda về sự hòa hợp và đồng thuận giữa con người, xã hội và ô tô." Nhà sản xuất Đức Opel đã kiện Honda với lý do tên gọi này quá giống với mẫu Rekord của họ, nhưng vụ kiện không thành công.
Thiết kế cuối cùng của Accord, với phần mũi xe kéo dài và khoang cabin kiểu coupe kéo dài kết hợp với phần đuôi dốc kiểu hatchback, là sự phát triển hợp lý từ thiết kế hatchback của Civic, đồng thời tạo điều kiện thuận lợi để sử dụng các linh kiện có nguồn gốc từ Civic. Mẫu thiết kế này có nét tương đồng với Volkswagen Scirocco, vốn được giới thiệu vào tháng 1 năm 1974, dẫn đến nhiều suy đoán rằng thiết kế của Accord đã sao chép từ Scirocco. Tuy nhiên, thiết kế của Accord thực tế đã được hoàn thiện vài tháng trước khi Scirocco ra mắt.

## Thế hệ đầu tiên (1976)
Thế hệ đầu tiên của Honda Accord được ra mắt vào ngày 7 tháng 5 năm 1976, dưới dạng một mẫu hatchback ba cửa với công suất 80 PS (59 kW) theo chuẩn JIS (tương tự chuẩn SAE Gross), chiều dài cơ sở 2.380 mm (93,7 in) và trọng lượng khoảng 900 kg. Các mẫu xe dành cho thị trường Bắc Mỹ có công suất 68 hp (51 kW), trong khi các thị trường châu Âu và xuất khẩu khác nhận phiên bản không có thiết bị kiểm soát khí thải, công suất 80 PS (59 kW) nhưng đo theo chuẩn nghiêm ngặt hơn là DIN. Đây là một phiên bản mở rộng nền tảng của mẫu Honda Civic trước đó, với chiều dài tổng thể 4.125 mm. Động cơ là bản mở rộng hành trình từ các động cơ 1.2 và 1.5 lít của Civic. Để tuân thủ các quy định khí thải ngày càng nghiêm ngặt tại Nhật Bản, động cơ được trang bị công nghệ CVCC của Honda.
Accord bán chạy nhờ kích thước vừa phải và khả năng tiết kiệm nhiên liệu vượt trội. Đây là một trong những mẫu sedan Nhật Bản đầu tiên được trang bị tiêu chuẩn các tính năng như ghế nỉ, đồng hồ đo vòng tua (tachometer), cần gạt nước gián đoạn và radio AM/FM. Năm 1978, phiên bản LX của mẫu hatchback được bổ sung, đi kèm điều hòa nhiệt độ, đồng hồ kỹ thuật số và trợ lực lái. Trước Accord và mẫu Prelude có liên quan chặt chẽ, chưa có mẫu xe nào dưới 2 lít được trang bị trợ lực lái. Người mua xe tại Nhật phải chịu mức thuế đường bộ hàng năm cao hơn một chút so với Civic do Accord có động cơ lớn hơn.
Ngày 14 tháng 10 năm 1977 (muộn hơn một năm ở thị trường Mỹ), phiên bản sedan bốn cửa được bổ sung vào dòng sản phẩm. Công suất tăng lên 72 mã lực khi động cơ EF1 dung tích 1.599 cc (97,6 cu in) được bổ sung và trong một số thị trường, được thay thế bởi động cơ EK1 dung tích 1.751 cc (106,9 cu in), sản sinh 72 mã lực khi đi kèm hộp số sàn GK-5 5 cấp, hoặc 68 mã lực khi kết hợp với hộp số tự động 2 cấp Hondamatic. Về mặt kỹ thuật, phiên bản sedan không thay đổi so với mẫu hatchback, và chiều dài cơ sở vẫn giữ nguyên. Tuy nhiên, để phù hợp với khoang hành lý lớn, phần đuôi xe được thiết kế nhô ra khá dài. Mui xe cũng được nâng cao hơn một chút để tăng sự thoải mái bên trong. Accord Sedan cũng là mẫu Honda đầu tiên tại Nhật được trang bị các tiện nghi kiểu trung lưu phổ biến tại Nhật như ốp mâm trang trí cầu kỳ và bọc ghế bằng ren.
Tại thị trường Mỹ, phiên bản sedan có ba màu: Livorno Beige với nội thất vải màu be, Silver với nội thất vải màu đỏ sẫm, hoặc đỏ đậm với nội thất vải cũng là đỏ sẫm. Năm 1980, hộp số bán tự động hai cấp "Hondamatic" tùy chọn của các năm trước được thay thế bằng hộp số tự động ba cấp hoàn toàn (hộp số tự động bốn cấp chỉ được trang bị trên Accord từ đời 1983). Phiên bản Bắc Mỹ cũng có một số thay đổi nhỏ ở viền cản trước/sau. Các thay đổi khác bao gồm lưới tản nhiệt và đèn hậu mới, gương chiếu hậu điều chỉnh từ xa được bổ sung cho phiên bản bốn cửa (mạ crôm) và bản LX (nhựa đen). Biểu tượng CVCC đã bị loại bỏ, nhưng hệ thống nạp CVCC vẫn được giữ lại. Đồng thời, các động cơ theo chuẩn California được trang bị đầu xi-lanh 4 van xả và bộ xúc tác khí thải (catalytic converter). Phiên bản EK1 này tương đương với động cơ High Altitude (độ cao lớn) dành cho 49 bang năm 1981, chỉ khác là không có bộ điều khiển luồng khí (air jet controller) – bộ phận giúp duy trì tỷ lệ hòa khí phù hợp ở độ cao trên 1.200m. Công suất tăng từ 72 mã lực với xe số sàn và 68 mã lực với xe số tự động sử dụng động cơ 2 van xả (49 bang) lên 75 mã lực, tương đương các phiên bản 1981–1983.
Tại Bắc Mỹ, phiên bản Accord năm 1981 chỉ có một số thay đổi nhỏ như vải bọc nội thất mới và một vài tổ hợp màu sơn mới. Màu Livorno Beige (mã Y-39) được thay thế bằng Oslo Ivory (mã YR-43). Màu nâu đậm và màu đồng ánh kim bị ngừng sản xuất. Cuối năm 1981, lần đầu tiên phiên bản SE (Special Edition) 4 cửa được giới thiệu, với ghế bọc da Novillo và cửa sổ chỉnh điện. Màu sơn là Glacier Gray (mã NH-77M) với nội thất màu xám. Các mẫu hatchback bản tiêu chuẩn, cùng với bản 4 cửa, LX và SE đều được trang bị cùng loại gương chiếu hậu điều chỉnh từ xa bằng nhựa đen nhỏ hơn. Cụm đồng hồ được thiết kế lại, sử dụng các biểu tượng hình ảnh (pictogram) thay cho các ký hiệu bằng chữ ở đèn cảnh báo và các thang đo. Cần số cũng được thiết kế lại với lò xo mạnh hơn để tránh vô tình vào số lùi, thay cho kiểu cần số có nút nhấn lò xo từ đời 1976–1980. Cần số cũng được rút ngắn vài inch, với đường kính ren lớn hơn, cho phép dùng được các loại núm cần số đời sau của Honda, bao gồm loại núm hình chữ nhật dùng cho tất cả các mẫu Accord từ năm 1986 trở đi.